# Io sono mia (film 1978)
Io sono mia è un film del 1977 diretto da Sofia Scandurra.
Il soggetto è tratto dal romanzo Donna in guerra (1975) di Dacia Maraini, che collaborò alla sceneggiatura.

## Trama
Vannina e Giacinto sono una giovane coppia di sposi che vivono il loro rapporto in maniera diseguale; mentre la ragazza è sottomessa al volere del marito Giacinto, egli vede nella sua sposa solo l'oggetto personale della propria soddisfazione sessuale. Durante un periodo di vacanza al mare, i due sposi stringono amicizie diverse che mettono in discussione il loro rapporto.
Vannina viene a contatto con una realtà ben diversa quando due donne del posto le aprono gli occhi spingendola a ribellarsi, mentre Giacinto trova in Santino, un pescatore sciupafemmine, un perfetto compagno di avventure extraconiugali.
Il rapporto tra Giacinto e Vannina finisce per rompersi definitivamente quando la ragazza fa la conoscenza di Orio, fratello di Santino e di Suna, una ragazza paraplegica; quando Suna e Orio, per motivi diversi, muoiono, Vannina entra in uno stato di crisi poiché vedeva in loro una forza vitale che la sosteneva nella sua emancipazione; infatti quando Vannina apprende le due tristi notizie, abbandona per sempre Giacinto.
Giacinto, amareggiato e senza essersi reso conto di quanto le è accaduto, tenta di riportare a sé la consorte contro il suo volere, ma è già troppo tardi, perché Vannina si è rifatta una nuova vita, libera da costrizioni maschiliste.